# Meridian Brothers
Les Meridian Brothers sont un groupe de musique sud-américain originaire de Colombie, composé de cinq membres. Les créations de son fondateur Eblis Álvarez, interprète au chant et à la guitare, mêlent des sonorités électroniques à des rythmes latino-américains, sous forme d'expérimentations évoluant dans différents genres.

## Création
Avant d'être un groupe, Meridian Brothers fut le projet solo du musicien Eblis Álvarez dès 1998. Il commença à composer de façon anonyme en produisant des cassettes qu'il distribuait autour de lui, puis se mit à faire des concerts devant un public restreint de proches,. En 2007 son projet se développa sur scène, rejoint par plusieurs musiciens : María Valencia aux instruments à vent, percussions et claviers, Alejandro Forero aux claviers, César Quevedo à la basse, Damián Ponce à la batterie. Ce dernier fut remplacé par Mauricio Ramirez en 2016. Le groupe prit alors vie sous cette forme scénique de quintette.

## Musique
Le groupe jouit d'une renommée internationale depuis la sortie de son quatrième album, Desesperanza, sur le label britannique Soundway Records en 2012,, année pendant laquelle Gilles Peterson, disc jockey et propriétaire du label, intégra le titre Guaracha U.F.O (No Estamos Solos…) à sa liste des « meilleurs morceaux 2012 » en lien avec une émission sur la British Broadcasting Corporation. En 2013, le groupe joua entre autres au Festival de Roskilde, aux Transmusicales de Rennes, ainsi qu'au festival Villette Sonique en 2014. Après de nombreux concerts dans le monde et de multiples projets, l'album ¿ Dónde Estás María ? parut en 2017, intégrant du violoncelle aux autres instruments. Le 17 septembre 2021, l'album Paz en la tierra sortit sur le label Les disques Bongo Joe, né d'une collaboration avec l'accordéoniste Iván Medellín et son groupe Conjunto Media Luna. Le disque contient 10 titres explorant divers genres de la musique sud-américaine dans son essence traditionnelle,. Puis les Meridian Brothers s'associèrent à d'autres musiciens, El grupo renacimiento, pour leur album paru le 4 août 2022 sur le label Ansonia Records, qui revisite la salsa tout en rendant hommage aux productions latines des années 1970. Le 12 juillet 2024, Ansonia Records publia un nouvel album des Meridian Brothers, intitulé Mi Latinoamérica Sufre. Construit autour d'un fil narratif qui tente d'explorer le potentiel inutilisé de la guitare électrique dans un contexte qualifié de « latino-tropical », cet album conceptuel rend également hommage à la rumba congolaise, au highlife ghanéen et à l'afrobeat nigérian.

### Genre
Le groupe développe un genre proche des musiques latino-américaines comme la cumbia, le vallenato, la salsa, la nueva canción, le tropicalisme, la chicha,, etc, en y mélangeant des genres différents comme le rock ou la pop. Des sonorités issues de la musique électronique sont également présentes, comme le sampling, l'utilisation de synthétiseurs. Avec des influences très diverses et une capacité à innover, il est difficile d'assimiler sa musique à quelque chose de prédéfini, la critique la mettant dans l'avant-garde.

## Autres projets
Eblis Álvarez participa aux projets Frente Cumbiero et Ondatrópica. Il est aussi membre de Los Pirañas. César Quevedo est quant à lui guitariste et fait partie du trio Trip trip trip,. L'ancien membre du groupe Damián Ponce, est également compositeur et professeur. Forero et Valencia sont enfin membres du label La Distritofónica localisé à Bogota.